# Raniero Finocchietti
Raniero Finocchietti (né le 20 janvier 1715 à Livourne, province de Livourne en Toscane, alors dans le Grand-duché de Toscane et mort le 11 octobre 1793 à Rome)  est un cardinal italien du XVIIIe siècle.

## Biographie
Raniero Finocchietti exerce plusieurs fonctions au sein de la curie romaine, notamment préfet des archives. Le pape Pie VI le crée cardinal in pectore lors du consistoire du 16 décembre 1782,. Sa création est publiée le 17 décembre 1787.
Il est exposé dans la basilique Sant'Andrea delle Fratte et inhumé dans l'église S. Agata alla Suburra.

## Sources
- (it) Gaetano Moroni, Dizionario di erudizione storico-ecclesiastica da s. Pietro sino ai nostri giorni, vol. 27, Venise, Tipografia Emiliana, 1844, 346 p. (lire en ligne), p. 314
- (it) Gaetano Moroni, Dizionario di erudizione storico-ecclesiastica da s. Pietro sino ai nostri giorni, vol. 82, Venise, Tipografia Emiliana, 1857, 329 p. (lire en ligne)
- (it) Collectif, Notizie per l'anno bisestile, Rome, Nella Stamparia del Chracas, 1795, 212 p. (lire en ligne)